# Laszlo Carreidas

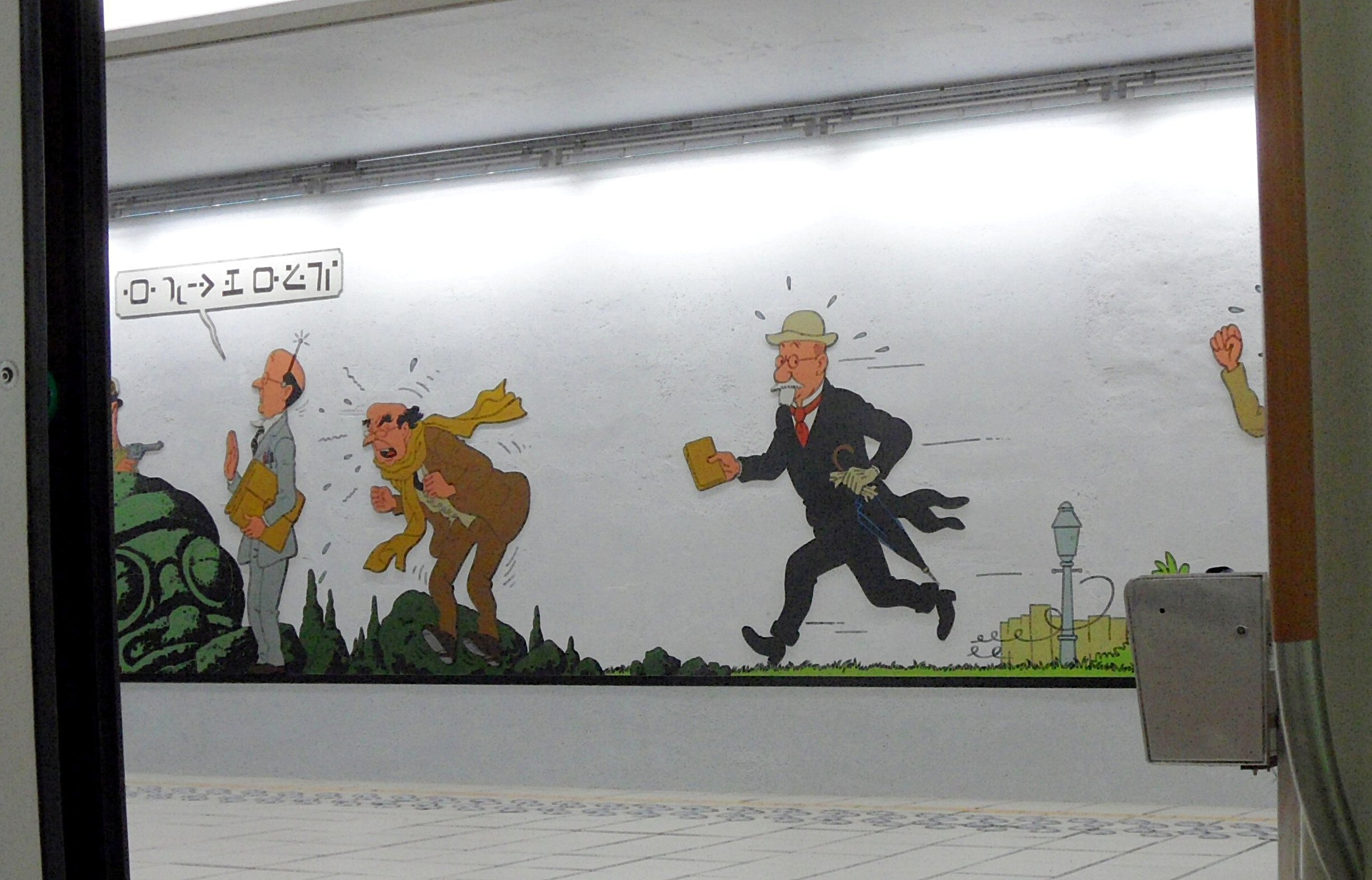
Laszlo Carreidas estornudando
(mural en la estación Stockel, de Bruselas)

Laszlo Carreidas es un personaje ficticio de la serie Las aventuras de Tintín. Es un riquísimo hombre de negocios que abarcan el petróleo, la lana, la bebida Sani-cola y sobre todo la industria aeronáutica, además de ser coleccionista de arte. Algunos de sus rasgos más comunes son el verle estornudar frecuentemente, además de no poder separarse de su sombrero.
Los caminos de Tintín y Laszlo se cruzan en Vuelo 714 para Sidney. Mientras Tintín y sus amigos se encuentran en el aeropuerto de Yakarta (Indonesia) en su viaje a Sídney (Australia), el capitán Haddock ve a Carreidas sentado en un banco y lo confunde con un mendigo. Sin embargo, poco más tarde descubrirán que en realidad es un famoso y multimillonario hombre de negocios, de apariencia y costumbres excéntricas ('el hombre que nunca se ríe'), pero que reacciona hacia ellos de manera amistosa, invitándolos a viajar con él en su jet supersónico privado, el prototipo 'Carreidas 160'. A partir de este momento vivirán una apasionante y peligrosa aventura en una isla perdida (incluyendo volcanes y ovnis), a la que serán llevados por el malvado Rastapopoulos, que secuestra el prototipo con la ayuda del Sr. Spalding, el secretario personal del millonario.
Con el desarrollo de la historia van apareciendo, poco a poco, los rasgos negativos de Carreidas, quien en realidad lleva a cuestas un largo historial de comportamiento sin escrúpulos; que no se limita al mundo de los negocios, como se puede ver cuando en pleno vuelo, jugando a un juego de batallas navales, le hace trampas a Haddock usando una cámara oculta.
Carreidas es un hombre egocéntrico, materialista, y acostumbrado a ganar (para lo cual no duda en mentir o hacer trampas) y que resulta ser un duro rival para Rastapopoulos, pues no está dispuesto a dejarse arrebatar su fortuna tan fácilmente. Es avaricioso e individualista, como demuestra una conversación telefónica en el álbum, en la que ordena a su agente comprar unos cuadros cuando se entera de que otro millonario los iba a adquirir, a pesar de haber rechazado comprarlos anteriormente, y solo para que el otro no se quedara con ellos.
Una gran parte de su fortuna personal, más de diez millones de dólares, está en una cuenta de un banco suizo bajo un falso nombre y firma, presumiblemente para evitar el pago de impuestos. Es la cuenta cuya información quiere extraerle Rastapopulos, a través de un suero de la verdad preparado por un médico al que ha corrompido.
A pesar de la precaución que parece tener con su dinero, negándose a pagar cualquier rescate, y de los múltiples esfuerzos que ha llevado a cabo para mantener sus cuentas secretas, Carreidas parece tener una actitud caprichosa y aleatoria hacia sus riquezas y finanzas, como demuestra la compra de los cuadros ya mencionada, o el hecho de parecer más preocupado por la pérdida de su sombrero de modelo único ("fabricado antes de la guerra") que por la pérdida de su carísimo avión prototipo.
Pero el rasgo de Carreidas que más se irá acentuando a lo largo del álbum será su carencia de preocupación o empatía por los demás, característica que ya apareció siendo niño, cuando él mismo le cuenta a Rastapopoulos (bajo influjo del ya mencionado suero de la verdad) cómo permitió que una criada de su casa fuese expulsada, acusada de un robo que él mismo había cometido. Asimismo, cuando al final del álbum es entrevistado junto con todo el grupo de supervivientes, no le importa mostrarse en público más preocupado por la pérdida de su sombrero que por la suerte de sus empleados, que viajaban con él en el jet. Por otro lado, no colabora en absoluto -más bien entorpece- con quienes están arriesgándose para salvar su vida, ni se muestra nunca agradecido. Pero este rasgo llega al extremo de convertirlo en odioso cuando, en plena huida, pone en riesgo muy serio la vida de Haddock, al apartarlo de su camino de un empujón, sin contemplaciones, haciéndolo caer a una zona adonde llega la lava del volcán solo segundos más tarde.
El nombre de Carreidas es un juego de palabras: carré d'as significa "cuatro ases" en francés. En consonancia, el logo en la cola de su jet de negocios consiste de cuatro ases. Hergé basó a Carreidas en Marcel Dassault, el industrialista aeronáutico francés, quien poseía una combinación de riqueza, genio de ingeniería aeronáutica, y similares nociones de moda (su vestuario permaneció intacto desde mediados de los años 1930). Su carácter de hombre que nunca se ríe parece basado en el industrial americano Paul Getty. En cuanto a su higienismo obsesivo (no le estrecha la mano a nadie), parece inspirado en Howard Hughes, otro magnate estadounidense.
- Datos: Q2044222